# Jaroslav Časta
Jaroslav Časta (* 13. června 1937) je bývalý český fotbalista, útočník.

## Fotbalová kariéra
V československé lize hrál za Slovan Teplice. Nastoupil v 15 ligových utkáních a dal 2 góly. Ve druhé lize za Teplice nastoupil v 95 utkáních a dal 30 gólů.

## Ligová bilance
| Ročník                                   | Zápasy | Góly | Klub           |
| ---------------------------------------- | ------ | ---- | -------------- |
| 1. československá fotbalová liga 1964/65 | 15     | 2    | Slovan Teplice |
| CELKEM                                   | 15     | 2    |                |